# احمد الربعی
احمد الربعی (عربی: احمد الربعي)؛ (زاده: دسامبر ۱۹۴۹ - درگذشته: ۵ مارس ۲۰۰۸) در المرقاب، کویت به دنیا آمد، وی دکترای فلسفه اسلامی از دانشگاه کویت داشت و در روزنامه الشرق الاوسط چاپ لندن مطلب می‌نوشت او وزیر آموزش و پرورش سابق و عضو سابق پارلمان کویت بود، پس از یک مبارزه طولانی با بیماری مزمنی که بیش از دو سال طول کشید و چندین بار برای درمان به ایالات متحده فرستاده شد، در ۵ مارس ۲۰۰۸ درگذشت. او به اندیشه منطقی برای حل اختلافات اعراب فراخوان می‌داد و برای ایجاد راه‌های گفتگوی مسالمت‌آمیز با دیگران تلاش می‌کرد.

## زندگی‌نامه
او تحصیلات خود را در حوزه علمیه آغاز کرد، و بسیاری از معلمان او از الازهر بودند، مباحث مذهب حنبلی، را آموزش دید، این مطالعات در تسلط او به زبان عربی کمک‌کار بود، سپس به مدرسه متوسطه المرقاب و بعد از آن به مدرسه متوسطه صلاح الدین منتقل شد و در آنجا بود که فعالیت‌های شبانه‌روزی خود را شروع کرد در آنجا دانش‌آموزان مدرسه را اداره می‌کردند تا مسئولیت‌پذیر شوند در این مرحله بود که با اندیشه ملی‌گرایی آشنا شد، تحصیلات متوسطه را در دبیرستان الشویخ در سال ۱۹۶۷ به پایان رساند، و در سال ۱۹۷۵ از دانشگاه کویت لیسانس فلسفه گرفت، و تحصیلات عالی را در ایالات متحده تکمیل کرد و دکترای خود را در سال ۱۹۸۴ از دانشگاه هاروارد در ایالات متحده دریافت کرد.

## حرفه و شغل
او در روزنامه‌های السیاسه و الوطن و القبس و الشرق الاوسط و القباس از سال ۱۹۹۱ تا زمان مرگش مطلب می‌نوشت و نوشته‌هایش تحت عنوان «بالمقلوب یعنی معکوس» شناخته می‌شدند او در سال ۱۹۹۸، او ستون‌نویسی بود که تحت عنوان «اربعائیات» می‌نوشت و در دانشگاه کویت او درس فرهنگ اسلامی می‌داد و زمانی که معاون و وزیر بود، از طرف متفکران اسلامی مورد انتقاد قرار می‌گرفت.

## فعالیت سیاسی
او با تفکر ملی در دبیرستان صلاح الدین آشنا شد، جایی که او یک شعری خواند که بقیه را برای کمک مالی به مصر برمی‌انگیخت.
در زمان تحصیل او در دبیرستان الشویخ، در این مدرسه از همه جریانات وجود داشتند، او به عضویت جنبش ملی‌گرای عرب درآمد، این مدرسه تحت تأثیر هر رویداد عربی که رخ می‌داد، قرار می‌گرفت و به همین خاطر همواره پلیس در این مدرسه حضور داشت.
الربعی از دهه شصت نخست وارد جنبش ناسیونالیست چپگرا شد و در زمان انقلاب ظفار در عمان شرکت کرد و به همین خاطر چهار سال از سال ۱۹۷۰ تا سال ۱۹۷۳ در زندان بود و قبل از آن در سال ۱۹۶۹ از زندانی در کویت موفق به فرار شد زیرا با چند نفر از تشکیلات سیاسی برای انفجار مجلس ملی و وزارت کشور تلاش کرده بود او یک فعال سرسخت در بین اپوزیسیون سیاسی بود.
او عضو مجلس ملی کویت در سال‌های ۱۹۸۵، ۱۹۹۲ و ۱۹۹۹ بود و در سال‌های ۱۹۹۲ تا ۱۹۹۶ وزیر آموزش و پرورش بود.

## مشارکت در انقلاب
او طی تحصیلات دانشگاهی خود در جنبش مقاومت فلسطینیان در اردن شرکت داشت. وی در اوج فعالیت خود بین سال‌های ۱۹۶۹ تا ۱۹۷۰ به انقلابیون ظفار پیوست و در زندان قلعه جلالی یکی از زندانهای عمان، زندانی شد.

## بیماری
او مبتلا به یک تومور مغزی بود که خواستار رفتن به آمریکا برای درمان شد و در عمل جراحی بخشی از تومور را از بین بردند و بمدت دو سال او تحت درمان قرار داشت.

## فرزندان
- قتیبة
- طارق
- خالد
- منیرة

## نوشته‌های او
- أربعائیات، ۲۰۰۸ (شامل تمامی مقالاتی است که او نوشته‌است)

## نوشته دربارهٔ او
خدا حافظ احمد، به قلم یوسف عبد الحمید الجاسم، ۲۰۰۸